# Schistophyllum dealbatum
Schistophyllum dealbatum là một loài Rêu trong họ Fissidentaceae. Loài này được (Hook. f. & Wilson) Lindb. mô tả khoa học đầu tiên năm 1878.